# Identification radar
L'identification radar est une opération qui consiste, en contrôle du trafic aérien au moyen du radar, à établir une corrélation entre un plot radar déterminé et un aéronef déterminé.

## Utilité de l'identification radar
Un problème lié à l'utilisation du radar est le fait de s'assurer qu'une piste (ou plot, note : Une piste est une succession de plot cohérents) visualisée sur l'écran radar est bien celle créée par l'aéronef que l'on pense. Une vague présomption ne suffit pas, même en présence d'un seul aéronef connu et d'une seule piste, car la piste peut très bien être générée par un avion inconnu du contrôle tandis l'aéronef n'est pas visualisé. Des critères sont donc définis qui garantissent de façon suffisante que tel plot est bien généré par tel avion.
Une identification radar est nécessaire pour rendre à un aéronef les services radar (voir contrôle du trafic aérien).

## Méthodes d'identification radar
Voici la liste des méthodes utilisables pour établir l'identification radar :

### Méthodes générales
- Détermination de la corrélation entre un plot radar particulier et un aéronef qui transmet un compte-rendu de position soit à la verticale d'un point prescrit représenté sur la carte radar, soit sous forme de relèvement par rapport à ce point et d'une distance par rapport à celui-ci; et vérification que du fait que le déplacement du plot est compatible avec la route ou le cap signalé par l'aéronef.
- S'assurer du cap de l'aéronef, si les circonstances l'exigent, et, après une période d'observation du mouvement :
  - Instruction à l'aéronef d'exécuter un ou plusieurs changements de cap d'au moins 30° et corrélation entre les mouvements d'un plot radar donné et l'exécution des instructions données confirmée par accusé de réception de l'aéronef; ou
  - Corrélation entre les mouvements d'un plot radar donné et les manœuvres exécutées simultanément par un aéronef qui en a signalé l'exécution.
- Détermination de la corrélation entre la position d'un plot radar observé et la position de classe A (Valeur exacte à 5 milles marins près) d'un aéronef obtenue par triangulation radiogoniométrique, surimprimée sur la carte radar, et évidemment vérification du fait que le déplacement du plot observé est compatible avec le cap signalé par l'aéronef.
- Détermination de la corrélation entre un plot radar observé et un aéronef dont on sait qu'il vient de décoller, à condition que l'identification soit établie à moins d'un mille marin de l'extrémité de la piste utilisée.
- Transfert d'identification radar (voir plus bas)

### Méthodes spécifiques auradar secondaire
- Observation de l'exécution d'une instruction d'emploi de l'impulsion spéciale d'identification (fonction IDENT des transpondeurs)
- Observation de l'exécution d'une instruction d'emploi d'un code spécifié
- Reconnaissance d'un code individuel dont l'emploi a été vérifié
- Reconnaissance de l'identification de l'aéronef sur une étiquette affichée (corrélation informatique permettant d'afficher l'indicatif de l'avion sur un écran radar grâce à l'emploi d'un code individuel, c'est la méthode la plus courante de nos jours).
- Reconnaissance directe de l'identification d'un aéronef équipé mode S.

### Transfert d'identification radar
Ces méthodes sont utilisées quand un contrôleur a établi une identification radar au moyen d'une des méthodes ci-dessus, et souhaite aider un de ses collegues travaillant sur un autre secteur aérien qui sera amené à prendre en charge l'aéronef.
Dans ce cas, les méthodes acceptables sont:
- Désignation directe du plot radar si les deux écrans de visualisation sont à proximité l'un de l'autre
- Désignation du plot radar au moyen d'une position géographique ou d'une aide à la navigation indiquée avec précision sur les deux écrans de visualisation radar, et au moyen du déplacement du plot radar observé.
- Désignation du plot radar au moyen d'une marque ou d'un symbole électroniques, pourvu que ce seul plot radar soit ainsi indiqué et qu'il n'y ait aucun doute quant à son identification correcte.

Ou, si le radar secondaire est utilisé :
- Le contrôleur chargé du transfert ordonne à l'aéronef de changer de code, et le contrôleur accepteur vérifie que le changement a bien eu lieu.
- Le contrôleur chargé du transfert ordonne à l'aéronef d'utiliser l'impulsion spéciale d'identification (fonction IDENT des transpondeurs) et le contrôleur accepteur vérifie la réponse.
- Notification du code individuel de l'aéronef
- Notification que l'aéronef est équipé mode S lorsque l'on se situe dans la zone de couverture mode S.

## Sources
RCA 3 - 10.2.2 et 10.2.3